# Стадион под Горицом
Стадион под Горицом је вишенаменски стадион у Подгорици. Тренутно се највише користи за фудбалске утакмице, а домаћи терен је фудбалском клубу Будућност. Пре две године капацитет стадиона је износио 7.000 гледалаца, али је изградњом северне и јужне трибине проширен на 17.000. Терен има димензије 105 x 70 м, а подлога је потпуно промењена 2006. године.
Стадион под Горицом је један од два стадиона у Црној Гори који су добили лиценцу од Уефе за међународне утакмице.
Кроз своју дугогодишњу историју на стадиону је одиграно неколико незаборавних утакмица:
- СФР Југославија - Луксембург 0 : 0 (Квал. за ЕП 27. октобар 1971)
- СФР Југославија - Велс 4 : 4 (Квал. за ЕП 15. децембар 1982)
- Србија и Црна гора - Азербејџан 2 : 2 (Квал. за ЕП 12. фебруар 2003) Први меч реп. Србије и Црне Горе
- ФК Будућност - Депортиво Ла Коруња 2 : 1 (Интертото куп, 9. јул 2005)
- Црна Гора - Мађарска 2 : 1 (Пријатељска 24. март 2007) Први меч реп. Црне Горе